# Geersdijk
Geersdijk is een dorp en een voormalige heerlijkheid in de gemeente Noord-Beveland, in de Nederlandse provincie Zeeland. Het inwonertal bedraagt 355 (1 januari 2023). De naam stamt van de voornaam Geerlof. Tot 1995 hoorde het dorp bij de voormalige gemeente Wissenkerke.

## Geschiedenis
Het dorp Gerolfsdijk was al in 1216 een zelfstandige parochie.

### Kasteel
In 1300 was er sprake van de Heren van Geersdijk. In 1387 verkochten leden van de familie Van Haemstede het kasteel en de heerlijkheid Geersdijk aan de abdij van Middelburg. In de bijbehorende oorkonde werd het kasteel aangeduid als het 'steenhuis te Geerolfsdijk'.
Het is onbekend waar het kasteel heeft gestaan en wanneer het is verdwenen.

### Overstromingen
Op 5 november 1530 werd heel Noord-Beveland overstroomd bij de Sint-Felixvloed, en in 1532 gebeurde dat nogmaals. Alle dorpen, waaronder Geersdijk, verdwenen in de golven. Het is onbekend waar het middeleeuwse Geersdijk precies heeft gelegen.

### Nieuw dorp
Met het opnieuw inpolderen van Noord-Beveland werd in 1598 begonnen. In 1668 werd, na de bedijking van de Geersdijkpolder, ten zuidwesten van het oude Geersdijk het huidige dorp opgebouwd, volgens een grondplan met haaks lopende kavels.
In 1808 werd iets ten zuiden van Geersdijk een haventje aangelegd. Dit werd gebruikt voor het verschepen van landbouwproducten, en voor een veerdienst op Zuid-Beveland. Rond 1850 werd de veerdienst opgeheven. Het haventje is tegenwoordig in gebruik als vluchthaven.
Na de Watersnoodramp van 1953 werd het dorpshuis van Geersdijk herbouwd met geld van de provincie Drente. Het wordt daarom het Drentehuis genoemd.

## Heerlijkheid
Geersdijk was in de middeleeuwen al een heerlijkheid. In de 16e eeuw was deze eigendom van de familie Van der Hooghe van Borssele; later kwam de heelrijkheid in het bezit van familie Parker van Parker de Ruyter Rocher van Renais en in de 19e eeuw deels in het bezit van de familie Vader. Vanaf de 20e eeuw was de heerlijkheid Geersdijk deels in het bezit van de familie Barkey Wolf.